# Локтев, Константин Борисович
Константин Борисович Локтев (16 апреля 1933, Москва — 4 ноября 1996, Москва) — советский хоккеист, тренер. Мастер спорта СССР (1955). Заслуженный мастер спорта СССР (1964). Заслуженный тренер СССР (1976).
Окончил МОПИ (1969).

## Биография
Военное и послевоенное детство провел в Сокольниках, рядом со стадионом у клуба Русакова. В очень раннем возрасте был замечен тренерами «Спартака» и дебютировал в официальном матче в Петрозаводске, когда учился в девятом классе. В этой же игре был признан лучшим игроком матча.
По своей комплекции Локтев «был мелковат» (А. Тарасов). Напарник по ЦСКА Евгений Бабич даже предложил Локтеву перейти играть в хоккей с мячом, так как там меньше конкуренции и с его ростом он может быть и станет там звездой. Тем не менее Всеволод Бобров всё-таки настоял на том, чтобы Локтева оставили в команде. И именно место Бабича Константин Локтев занял на правом крае атаки ЦСКА.
Вскоре Анатолий Тарасов создаёт тройку Локтев — Альметов — Александров, которая более 7 лет восхищала хоккейные круги всего мира.
Семьями дружил с Вениамином Александровым, а душевное успокоение находил на квартире Альметова. Именно он похлопотал о месте на кладбище после смерти Альметова в 1992 году.
После победного Чемпионата мира в 1966 году Локтеву предложили поработать тренером в Югославии. Тем не менее из-за больших отчислений в казну государства из зарплаты Локтева, контракт был сорван, и Константин вернулся в Москву. Прежние травмы, а также годичный перерыв в тренировках не дали ему закрепиться в составе ЦСКА. Константин Локтев завершил карьеру как игрок и занялся тренерской деятельностью. С помощью А. Тарасова вырос до главного тренера ЦСКА.
- Тренер ХК ЦСКА (Москва) — 1967-69.
- Главный тренер по хоккею отдела спортивных игр Министерства обороны СССР — 1969-70.
- Тренер ХК ЦСКА (Москва) — 1970-74.
- Старший тренер ХК ЦСКА (Москва) — 1974-77.
- Тренер-консультант ХК «Партизан» (Белград, Югославия) — 1977-78.
- Старший тренер ХК «Легия» (Варшава, Польша) — 1978-80.
- Старший тренер ХК ЦСКА (Болгария) — 1981-82.
- Старший тренер СКА (Новосибирск) — 1983-84.

В 1976—1977 — тренер первой сборной команды СССР. После третьего места на чемпионате мира в 1977 году Локтева отправили в отставку.
Впоследствии работал инженером по гражданской обороне, инженером по технике безопасности НИИ полиграфии, ревизором на стройке и вице-президентом акционерного общества. С 1993 по 1994 год — вице-президент Федерации хоккея России.
Умер от цирроза печени 4 ноября 1996 года в госпитале имени Бурденко. Похоронен на Преображенском кладбище.

## Карьера
- 1952—1953 — Спартак (Москва)
- 1953—1954 — ОДО (Л)
- 1954—1966 — ЦСКА (ЦСК МО)

## Достижения
- Чемпион ЗОИ 1964. Третий призёр ЗОИ 1960. На ЗОИ — 14 матчей, 12 шайб.
- Чемпион мира 1964—1966. Второй призёр ЧМ 1957—1959. Третий призёр ЧМ 1960 и 1961. На ЧМ — 43 матча, 38 шайб.
- Лучший нападающий ЧМ 1966.
- Чемпион СССР 1955, 1956, 1958—1961, 1963—1966. Второй призёр чемпионата СССР 1957. Третий призёр чемпионата СССР 1962. В чемпионатах СССР — около 340 матчей, забросил 213 голов.
- Обладатель Кубка СССР 1955, 1956, 1961 и 1966.
- Под руководством Локтева ЦСКА (Москва) — чемпион СССР 1975, 1977.
- Награждён орденом «Знак Почёта» (30.03.1965), медалью «За трудовую доблесть» (07.05.1975).
- В 2007 году введён в Зал славы ИИХФ.
- Входил в список 34 лучших хоккеистов СССР в 1964 году.